# Pont Saint-Louis
Pont Saint-Louis (česky Most svatého Ludvíka) je silniční most přes řeku Seinu v Paříži. Nachází se ve 4. obvodu, kde spojuje východní cíp ostrova Cité a západní část ostrova svatého Ludvíka.

## Historie
Současný most je již sedmým v pořadí, který se na tomto místě nachází. První most mezi oběma ostrovy byl pont Saint-Landry postavený v letech 1630–1634. V roce 1717 byl nahrazen novým dřevěným mostem se sedmi oblouky, kterému se pro jeho barvu říkalo Pont Rouge (Červený most). Tuto stavbu zničila povodeň v roce 1795. V roce 1804 byl postaven nový most z dubového dřeva se dvěma oblouky, který byl dlouhý 70 metrů a široký 10 m. Tento most byl zbořen již v roce 1811 v důsledku sesuvu půdy a nahrazen novým visutým mostem v roce 1842. O 20 let později byl místo visutého mostu zřízen kovový most s jedním obloukem o rozpětí 64 metrů. Tento byl zbořen v roce 1939 a nahrazen roku 1941 ocelovou lávkou. Současný most byl postaven v letech 1969–1970.

## Architektura
Most je ocelový o s jedním obloukem a jeho celková délka činí 67 metrů a šířka 16 metrů.